# Strada principale 405
La strada principale 405 (H405; in tedesco Hauptstrasse 405; in francese route principale 405) è una delle strade principali della Svizzera.

## Percorso
La strada è definita dai seguenti capisaldi d'itinerario: "confine italiano al valico di Zenna - Dirinella - Vira - Quartino".